# Josep Maria Oliver
Josep Maria Oliver i Cabasa (Olesa de Montserrat, 12 de octubre de 1944) es un diseñador gráfico y astrónomo, fundador de la Agrupación Astronómica de Sabadell (AAS) y su presidente entre el 1979 y el 2006. Su carrera se ha centrado en la divulgación de la astronomía y la historia de la astronomía amateur en España.

## Trayectoria
En 1960, a la edad de 16 años, fundó l'AAS junto con Carles Palau, Feliu Comella y Joaquim Inglada. Ha estado vinculado a la Agrupación desde entonces, sucesivamente como secretario, presidente y, actualmente, conferenciante.
En el año 1995 ganó el Premio Tenacidad de la ciudad de Sabadell por su actividad al frente de l'AAS.
En 2013 fue galardonado por la Sociedad Astronómica de Francia con el Premio Gabrielle y Camille Flammarion «por su incansable y admirable tarea de promoción de la astronomía a todos los niveles, desde las observaciones hasta los cursos, pasando por la edición de la revista Astrum y de las monografías especializadas, todo eso desde la fundación de la Agrupación Astronómica de Sabadell el 1960».
El asteroide (44216) Olivercabasa, descubierto el 1998, fue nombrado en honor suyo.
Oliver también es conocido por otra actividad: desde los 16 años ha estado vinculado a representaciones teatrales en varios grupos de Sabadell, especialmente como escenógrafo y director de escena.

## Obras publicadas
Artículos científicos
- «Halley, el mite: Tothom vol veure'l». Quadern: Amics de les Arts i de les Lletres de Sabadell 49: 503-504. 1986.
- «Josep Comas Solà, va veure l'atmosfera de Tità?» (PDF). Actes d'Història de la Ciència i de la Tècnica 2 (1): 207-218. 2009.

Libros
- Cómo utilizar el telescopio astronómico. De Vecchi. 1998. ISBN 978-8431519117.
- El gran libro de la astronomía moderna (en castellà, juntament amb Migliavacca, R.). De Vecchi. 1986. ISBN 9788431503819.
- Historia de la astronomía amateur en España. Equipo Sirius. 1997. ISBN 978-8486639846.
- Holmes: un cometa singular (en castellà, juntament amb Puig, X. i Casas, R.). Agrupació Astronòmica de Sabadell. 2008. ISBN 9788461222674.
- La actividad solar y su observación (en castellà, juntament amb Gaju, R.). Agrupació Astronòmica de Sabadell. 2012.
- Manual práctico del astrónomo aficionado. De Vecchi. 1998. ISBN 84-315-0043-3.
- Observatorios amateurs: 52 observatorios de los socios (en castellà, juntament amb Cenzano, M. Á.). Agrupació Astronòmica de Sabadell. 2011. ISBN 9788461460465.
- ¡Oh!niverso (en castellà, juntament amb Cenzano, M. Á., Catalán, S. i Reginaldo, R.). Agrupació Astronòmica de Sabadell. 2009. ISBN 9788461282814.
- Telescopios: para el astrónomo amateur (en castellà, juntament amb Cortés, M. i Sánchez, J. R.). Agrupació Astronòmica de Sabadell. 2006.